# Oelzschau (Belgern-Schildau)
Oelzschau ist ein Ortsteil der Stadt Belgern-Schildau im Landkreis Nordsachsen in Sachsen.

## Lage
Oelzschau befindet sich als Ort und mit der Gemarkung in der Belgern-Mühlberg Elbe-Aue am Ostrand der Dahlener Heide westlich der Bundesstraße 182 und südlich von Belgern. Die Kreisstraße 8924 führt durch den ländlichen Raum und Ort.

## Geschichte

Oelzschau auf einer geschichtlichen Karte des Kreises Liebenwerda (1910).

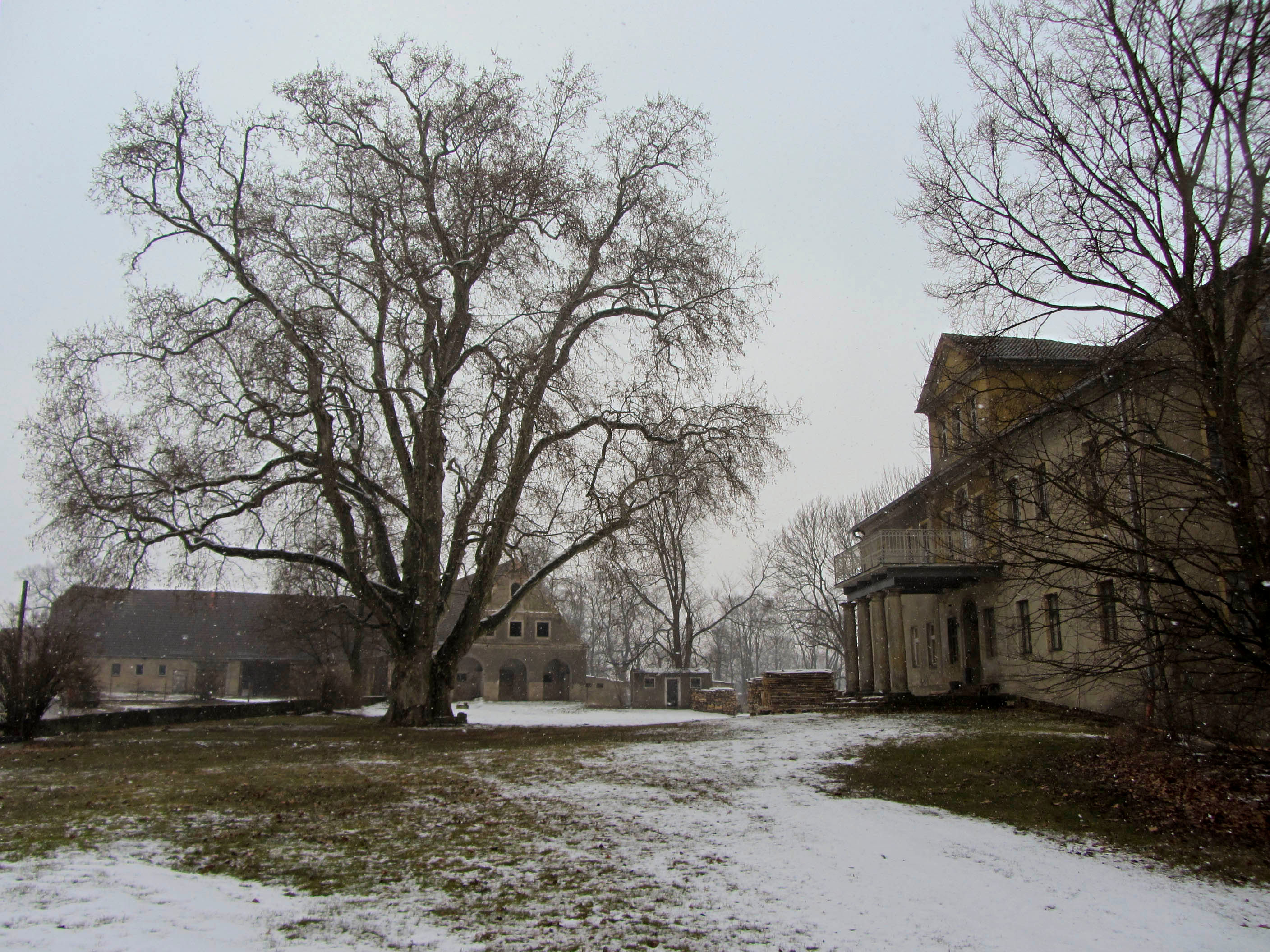
Herrenhaus und Platane

Ein schlossähnliches Herrenhaus ist das Wahrzeichen von Oelzschau. Die frühere Gutssiedlung  mit Gutsblockflur verfügt über 566 Hektar Land und wurde erstmals 1251 mit dem Namen Vls erwähnt. Weitere Namensformen bis 1500 waren Oelzck (1396), Vlczsch (1443) sowie Olsch (1443 und 1463). Im Jahre 1589 hieß es dann Olbzsch und ab 1791 schließlich Oelzschau. In früheren Jahren war der Ort zunächst Rittergut, später Kammergut. Das Herrenhaus diente den adligen Besitzern des Guts als Wohngebäude. Es ist zwar schlossähnlich gestaltet und wurde auch immer wieder so genannt. Doch solange es nicht vom Landesherren bewohnt wurde, handelte es sich schlicht um ein Herrenhaus, von dem aus das Gut verwaltet wurde. Später wurde das Herrenhaus von Oelzschau als Schule umfunktioniert. Die Bewohner waren nach Staritz eingepfarrt.
Das Dorf wurde am 20. Juli 1950 nach Wohlau eingemeindet. Seit 2008 gehört Oelzschau zum Landkreis Nordsachsen. Seit dem 1. Januar 2013 ist es Teil der Stadt Belgern-Schildau.

## Entwicklung der Einwohnerzahl
| Jahr | Einwohnerzahl               |
| ---- | --------------------------- |
| 1552 | 9 besessene Mann            |
| 1818 | 245 (Dorf) 2 (Weinberghaus) |
| 1880 | 109 (Dorf) 49 (Rittergut)   |
| 1895 | 116 (Dorf) 56 (Rittergut)   |
| 1910 | 165                         |
| 1925 | 161                         |
| 1939 | 163                         |
| 1946 | 273                         |
| 2011 | 115                         |

## Sehenswürdigkeiten
Vom ehemaligen Gut ist ein Herrenhaus erhalten. Es wurde im 16. Jahrhundert errichtet und 1812 von der Familie von Böhlau erworben. Diese wurde 1945 enteignet; danach wurde das Gebäude bis 1973 als Schule genutzt. Heute befindet es sich in Privatbesitz.
Vor dem alten Herrenhaus steht eine der größten Platanen Europas – mit einem Umfang von 9 m und etwa 300 Jahre alt.